# Bokns kommun
Bokns kommun (norska: Bokn kommune) är en kommun i landskapet Haugalandet i Rogaland fylke i sydvästra Norge. Kommunen består av de tre bebodda öarna Vestre Bokn, Austre Bokn och Ognøya samt flera hundra omkringliggande holmar. Centralort är orten Føresvik, som utgör en del av tätorten Bokn. Högsta punkten är Boknafjellet på 293 m ö.h.

## Administrativ historik
Bokns kommun upprättades 1849  genom utbrytning ur Skudenes kommun. Kommunen hade 1 035 invånare vid upprättandet. Sedan dess har kommunens gränser förblivit oförändrade.

## Tätorter
I Bokns kommun finns en tätort:
- Bokn

Centralorten Føresvik har tidigare räknats som en egen tätort men räknas numera som en del av tätorten Bokn.

## Socknar
Inom Norska kyrkan motsvaras Bokns kommun av Bokns socken i Haugalands prosteri i Stavangers stift.

## Bilder

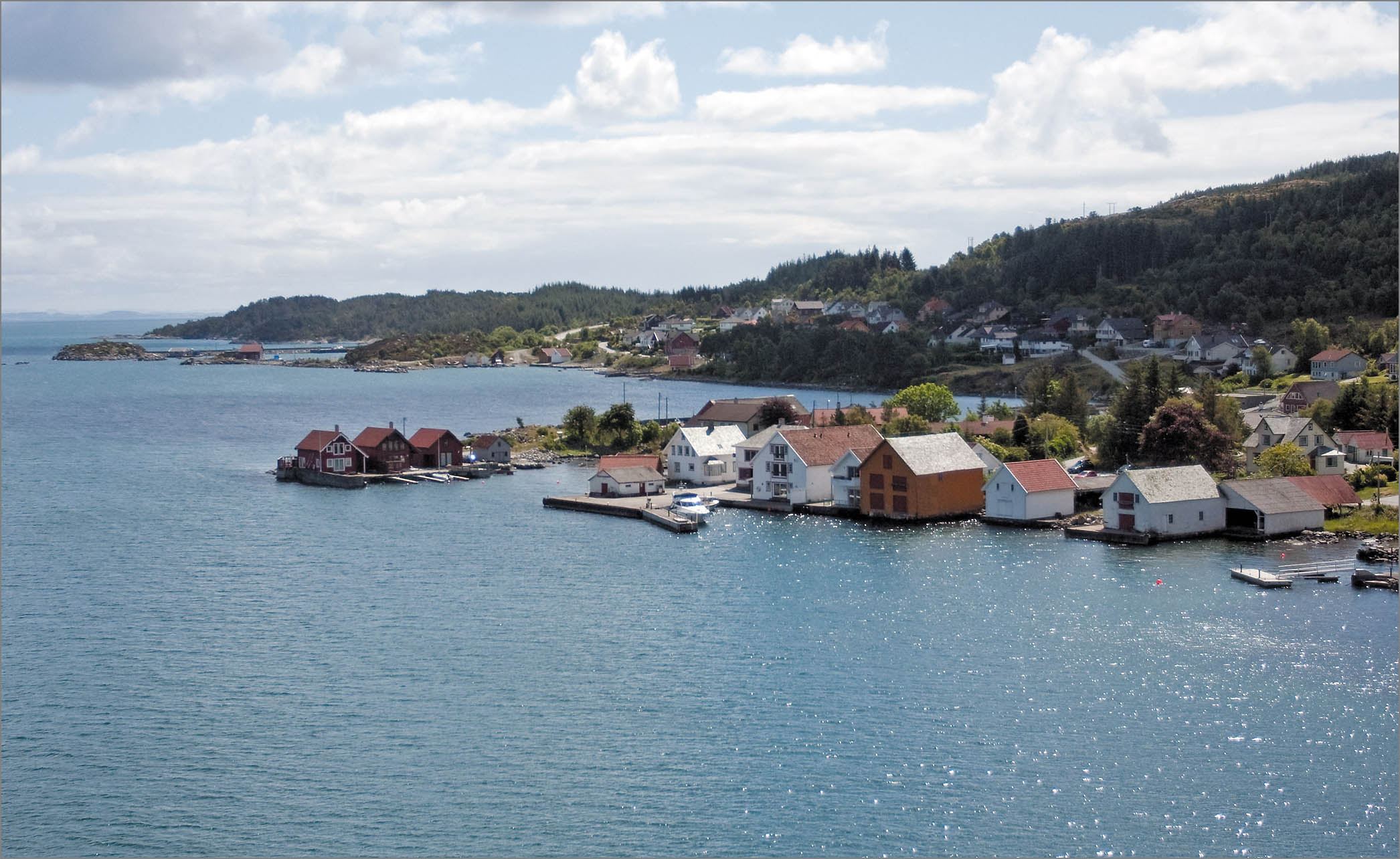
Tätorten Bokn.
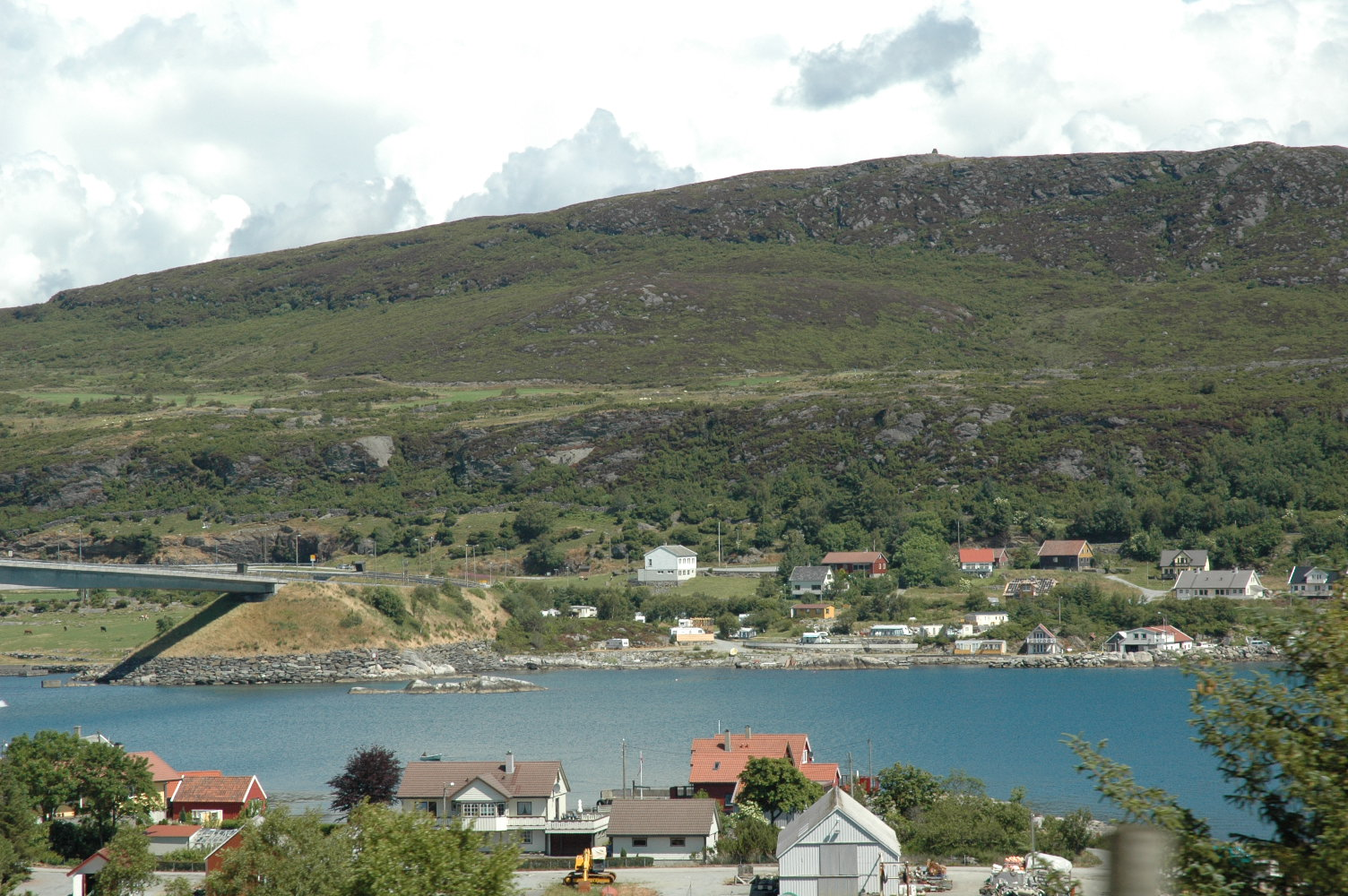
Austre Bokn sedd från Vestre Bokn.
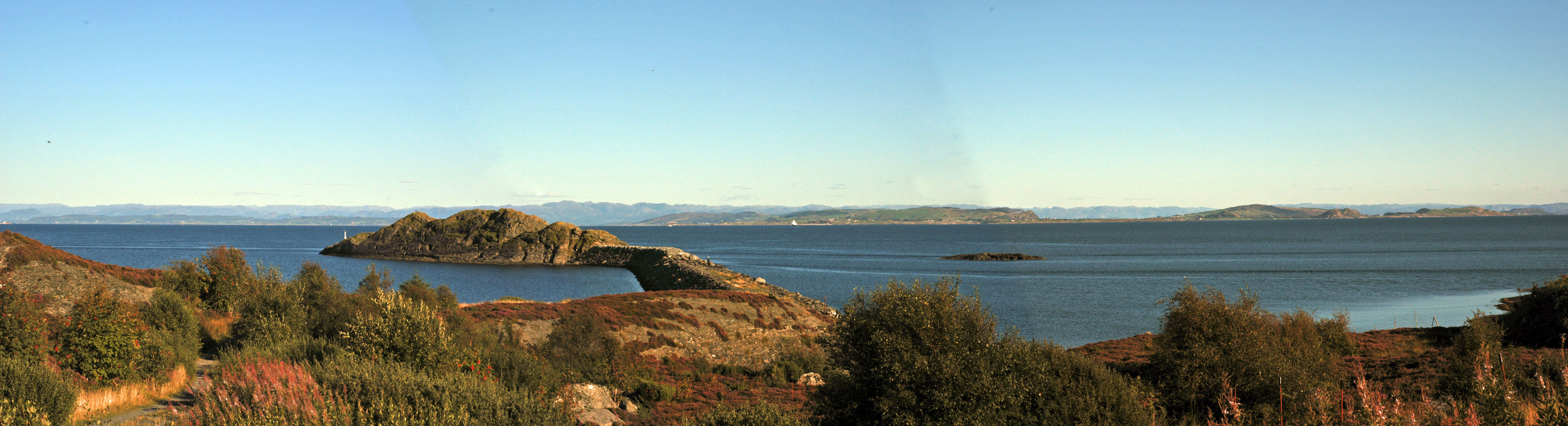
Boknafjorden vid Arsvågen.